# Kernmembraan
Het kernmembraan of kernenvelop wordt gevormd door twee lipide dubbellagen die de celkern van een eukaryotische cel omgeven. Het kernmembraan scheidt de chromosomen van het omringende cytoplasma. In het membraan bevinden zich openingen, de kernporiën, die het transport van moleculen tussen het cytoplasma en kernplasma mogelijk maken. Door de aanwezigheid van een kernenvelop ontstaat een eigen milieu binnen de celkern.
De ruimte tussen het binnenste en buitenste membraan wordt de perinucleaire ruimte genoemd. Deze is ongeveer 20–40 nm dik. Het buitenmembraan is met ribosomen bezet en gaat op enkele plaatsen over in het endoplasmatisch reticulum (ER), waardoor  het kernlumen en het ER met elkaar in verbinding staan. Aan het binnenste membraan zijn intermediaire filamenten (laminen) gehecht die een dik, vezelig netwerk vormen: de zogenaamde kernlamina. De lamina verstevigt de celkern en  dient als aanhechtingsplaats voor chromatine.
Het kernmembraan laat selectief stoffen door. Grote moleculen, zoals eiwitten en RNA-moleculen, passeren de kernporiën onder verbruik van chemische energie (GTP). Het transport wordt gecontroleerd door hulpeiwitten die karyoferinen worden genoemd.  Kleinere moleculen, zoals suikers of ionen, kunnen de kernporiën vrijelijk passeren op basis van diffusie.

## Structuur

De celkern als onderdeel van het endomembraansysteem. Het kernmembraan gaat op diverse plekken over in het endoplasmatisch reticulum. Op beide membranen zijn talrijke ribosomen gebonden, bezig met translatie van mRNA.

Een kernmembraan is opgebouwd uit twee lipide dubbellagen (in feite twee membranen): een binnenste kernmembraan en een buitenste kernmembraan. Deze membranen worden gescheiden door een tussenruimte, en zijn met elkaar verbonden via kernporiën. Om de kernenvelop te verstevigen zijn intermediaire filamenten genaamd laminen aanwezig. Het interne netwerk wordt de kernlamina genoemd en staat in verbinding met het binnenste kernmembraan. Buiten vormt zich een losser netwerk dat externe ondersteuning geeft.

### Buitenste kernmembraan
Het buitenste kernmembraan gaat op diverse punten over in het endoplasmatisch reticulum.  Aan beide membranen zijn talrijke ribosomen gebonden; deze verzorgen de eiwitsynthese. Hoewel het ER en buitenste kernmembraan fysiek verbonden zijn, hebben ze een zeer verschillende eiwitsamenstelling. In zoogdieren komen eiwitten genaamd nesprinen tot expressie in het buitenste kernmembraan. De nesprinen verbinden het cytoskelet met de kernlamina, en zorgen ervoor dat de celkern zich op een vaste positie in de cel positioneert. Daarnaast zijn nesprinen betrokken bij transportprocessen.

### Binnenste kernmembraan
Het binnenste kernmembraan omgeeft het kernplasma en staat in verbinding met de kernlamina, een netwerk van intermediaire filamenten die het kernmembraan stabiliseert en tevens een rol speelt bij de expressie van het chromatine. Het binnenmembraan is verbonden met het buitenmembraan door kernporiën die de tussenruimte overbruggen. Hoewel de twee membranen en het endoplasmatisch reticulum met elkaar zijn verbonden, blijven eiwitten die in de membranen zijn ingebed op hun plaats. Mutaties in de eiwitten van het binnenste kernmembraan kunnen verschillende laminopathieën veroorzaken.

### Kernporiën
Het kernmembraan bevat duizenden kernporiën: grote holle eiwitcomplexen met een diameter van ongeveer 100 nm. De opening van een kernporie waardoorheen moleculen worden getransporteerd, is ongeveer 40 nm breed. De kernporiën verbinden de binnenste en buitenste membranen van de celkern.

## Celdeling
Tijdens de interfase van de celcyclus groeit het kernmembraan in oppervlakte en er vormen zich veel poriën. Bij eencellige eukaryoten, zoals gist, die een gesloten mitose ondergaan, blijft het kernmembraan tijdens de celdeling intact. Het spoelfiguur vormt zich in dergelijke situatie binnen de celkern. Bij hogere eukaryoten (zowel dieren als planten) wordt het kernmembraan tijdens het een vroeg stadium van de mitose ontmanteld om de mitotische spoelfiguurvezels toegang te geven tot de chromosomen. De processen van afbraak- en opbouw zijn nog niet geheel opgehelderd.